# Isabel (Dacota do Sul)
Isabel é uma cidade  localizada no estado norte-americano de Dacota do Sul, no Condado de Dewey.

## Demografia
Segundo o censo norte-americano de 2000, a sua população era de 239 habitantes.
Em 2006, foi estimada uma população de 233, um decréscimo de 6 (-2.5%).

## Geografia
De acordo com o United States Census Bureau tem uma área de
2,3 km², dos quais 2,3 km² cobertos por terra e 0,0 km² cobertos por água. Isabel localiza-se a aproximadamente 731 m acima do nível do mar.

## Localidades na vizinhança
O diagrama seguinte representa as localidades num raio de 48 km ao redor de Isabel.